# Szent Mihály és Gábriel-fatemplom (Rozávlya)
A rozávlyai Szent Mihály és Gábriel-fatemplom műemlékké nyilvánított épület Romániában, Máramaros megyében. A romániai műemlékek jegyzékében az  MM-II-a-A-04621 sorszámon szerepel.